# Lisette Claudia Tame
 (février 2025).
Lisette Claudia Tame est une entrepreneure camerounaise active dans la transformation du Cacao. Elle dirige l'entreprise Ca'Oly.

## Biographie

### Enfance, éducation et débuts
Lisette Claudia Tame Njambe est originaire du Cameroun.

### Carrière
Lisette Claudia Tame Njambe dirige Africa Processing Company SA, elle a transformé cette entreprise en un acteur majeur du secteur agroalimentaire,. Sous sa direction, la société est passée d’une structure modeste à une industrie prospère, réalisant un chiffre d’affaires annuel de plus de 1,7 milliard de FCFA.
Elle inaugure en janvier 2025 une usine de transformation du cacao à Okoa Maria, près de Mbankomo, dans la région du Centre. L'installation, capable de broyer 4000 tonnes de fèves et de produire une quantité équivalente de produits finis, permet à son entreprise de figurer parmi les cinq leaders camerounais de la transformation du cacao.
Son usine génère en 2024 des revenus à dix chiffres et offre plus de 300 emplois directs et indirects.
Elle prépare l’ouverture d’une seconde usine plus grande à l’horizon 2028,. La compétition fera jouer l'entreprise aux côtés des grands noms du secteur comme Sic Cacaos et Chococam, au Cameroun, un des leaders mondiaux de production de la fève de Cacao.